# Caesar C-linjen
Caesar-linjen var den sidste af de tyske forsvarslinjer i Italien før Rom under 2. verdenskrg. Den gik fra den vestlige kyst nær Ostia, over Albaner-bakkerne syd for Rom, fra Valmontone til Avezzano og så til Pescara på Adriaterhavskysten. Bag den vestlige halve side af linjen var en under linjen, Rom skiftelinjen som gik nord for Rom.
Da Caesar C linjen, bemandet af den tyske 14. armé, blev brudt af den amerikanske 5th Army den 30. maj 1944, efter gennembruddet fra Anzio, var vejen til Rom endelig åben. Tyskerne trak sig tilbage til deres næste forsvarslinje, Trasimene-linjen hvor den 14. armé slog sig sammen med den 10. armé før de trak sig længe tilbage til den meget bedre Gotiskelinje. 